# E002
E002 eller Europaväg 002 är en europaväg som börjar i Alat i Azerbajdzjan, passerar Armenien och slutar i Sedarak i Azerbajdzjan. Längd ungefär 540 km.

## Sträckning
Alat - Saatli - (gräns Azerbajdzjan-Armenien) - Meghri - (gräns Armenien-Azerbajdzjan) - Ordubad - Nachitjevan - Sedarak
Alat ligger vid Kaspiska havet.
Vägen följer sedan nära iranska gränsen till Megri i Armenien. Sträckan Ordubad-Sadarak ligger i enklaven Nachitjevan som tillhör Azerbajdzjan, och som alltså inte har landförbindelse med huvuddelen av Azerbajdzjan.
Sträckan Megri-Sedarak är en förlängning av E002 som gjordes 2004-2005.

## Anslutningar till andra europavägar
- E119
- E117